# 马克·戴维斯 (斯诺克运动员)
马克·戴维斯（英語：Mark Davis，1972年8月12日—）是来自萨塞克斯郡圣伦纳德的斯诺克职业运动员。
戴维斯是在职业比赛中完成官方认证的单杆147分选手中年纪第二长的球手，当时他44岁202天。他在自己44岁151天达成纪录后的51天再次打破这一纪录。